# 清閑寺熙房
- 煕（康煕辞典体）
- 熙（異字体）
- 熈（俗字）
- 凞（別字）

清閑寺 熙房（せいかんじ ひろふさ、旧字体：淸閑寺 煕房）は、江戸時代前期の公卿。権大納言・清閑寺共綱の子。官位は従一位・権大納言。明正天皇（109代）・後光明天皇（110代）・後西天皇（111代）・霊元天皇（112代）の四朝に亘って仕えた。

## 経歴
寛永11年（1634年）に叙爵。以降、平堂上として少しずつ累進し、左兵衛権佐・権右少弁・蔵人・右少弁・左少弁・右中弁・蔵人頭・右大弁を歴任。明暦元年（1655年）に参議となり、公卿に列する。その後、左大弁・踏歌節会外弁・権中納言を経て、寛文9年（1669年）に神宮伝奏となっている。延宝元年（1673年）まで伝奏を務めた。
延宝4年（1676年）に権大納言に任官。延宝5年（1677年）には神宮伝奏に再任し、延宝8年（1680年）まで務めた。天和2年（1682年）には賀茂伝奏に就任し、翌年まで務めている。貞享元年（1684年）に権大納言に再任されたが、貞享2年（1685年）には辞した。同年従一位に叙せられている。
嫡男・熈定は、浅野長矩の吉良義央に対する殿中刃傷があった元禄14年（1701年）3月の年始答礼の際に霊元上皇の院使として江戸へ下向していたことで知られる。

## 系譜
- 父：清閑寺共綱
- 母：中院通村の娘
- 妻：貞了院 - 高倉永敦の娘
  - 男子：清閑寺熈定
  - 女子：寿光院 - とめ、徳川綱吉側室
  - 男子：万里小路尚房 - 権大納言
- 生母不明の子女
  - 女子：野宮定基正室
  - 女子：勧修寺尹隆室
  - 女子：愛宕通晴室
  - 女子：俊了院 - 松平頼考室

## 演じた俳優
- 二瓶鮫一：「大奥〜華の乱〜」（フジテレビ系列、2005年（平成17年））